# Caplin Cove-Southport
Pour les articles homonymes, voir Caplin et Southport.
Caplin Cove-Southport est un district de services locaux de Terre-Neuve-et-Labrador, au Canada.
Caplin Cove-Southport est situé dans l'Est de l'île de Terre-Neuve, sur la péninsule d'Avalon, le long de la route 70.